# Coure arsenical
El coure arsenical conté fins a un 0,5% d'arsènic que, a temperatures elevades, imparteix una major resistència a la tracció i una tendència reduïda a l'escalat. Normalment s'utilitza en treballs de caldera, especialment en calderes de locomotores. També ajuda a prevenir la fragilització del coure lliure d'oxigen per bismut, antimoni i plom mitjançant la formació d'òxids complexos.
El coure amb un percentatge més gran d'arsenic s'anomena bronze arsenical, que pot ser més dur que el coure.